# Gliese 505
Gliese 505 (GJ 505 / HD 115404 / HIP 64797) es una estrella en la constelación de Coma Berenices situada a menos de 2º de Diadem (α Comae Berenices). De magnitud aparente +6,52, se halla en el límite de visibilidad para poder ser observada a simple vista. Se encuentra a 37 años luz del sistema solar.
Gliese 505 es una estrella binaria cuyas componentes están separadas visualmente 7,2 segundos de arco, lo que implica una separación real entre ellas de al menos 81 UA, unas dos veces la distancia media entre Plutón y el Sol.
La estrella principal, Gliese 505 A (LHS 2713), es una enana naranja de tipo espectral K1V o K2V, semejante a ε Eridani y 70 Ophiuchi A. Al igual que el Sol, es una estrella de la secuencia principal cuya energía proviene de la fusión de hidrógeno, si bien es más fría y menos luminosa que nuestra estrella.
Tiene una temperatura efectiva de 4731 K y su luminosidad equivale a un 39% de la luminosidad solar.
La estrella acompañante, Gliese 505 B (LHS 2714), es una enana roja de magnitud +9,36 y tipo M1V, con características físicas similares a las de Lacaille 9352.
El sistema presenta un empobrecimiento de metales en relación con el Sol, siendo su índice de metalicidad [Fe/H] = -0,20.
Su cinemática indica que, como el Sol, es una estrella del disco fino de la galaxia.
Tiene una edad en torno a los 780 - 950 millones de años, esta última cifra calculada por girocronología a partir del período de rotación medido de 18,47 días.
Los sistemas estelares conocidos más cercanos a Gliese 505 son Ross 458, a algo menos de 4 años luz, y Mufrid (η Bootis), a 5,9 años luz de distancia.